# Massif de Saint Maurice et Bussang
Massif de Saint Maurice et Bussang este o arie protejată (sit de importanță comunitară — SCI) din Franța întinsă pe o suprafață de 686 ha, integral pe uscat.

## Localizare
Centrul sitului Massif de Saint Maurice et Bussang este situat la coordonatele 47°52′08″N 6°52′26″E / 47.86889°N 6.87389°E.

## Înființare
Situl Massif de Saint Maurice et Bussang a fost declarat arie specială de conservare în baza directivei 92/43 din 1992 referitoare la conservarea habitatelor naturale și a faunei și florei sălbatice pentru a proteja 1 specie de animale.

## Biodiversitate
Situată în ecoregiunea continentală, aria protejată conține 13 habitate naturale: Liziere de ierburi înalte hidrofile de câmpie și de nivel montan până la alpin, Pajiști uscate europene, Păduri pe pante, grohotișuri și ravene de Tilio-Acerion, Grohotișuri silicioase de la nivelul montan până la nivelul zăpezii (Androsacetalia alpinae și Galeopsietalia ladani), Păduri de fag Luzulo-Fagetum, Pante stâncoase silicioase cu vegetație casmofită, Turbării active, Păduri de fag subalpine medio-europene cu Acer și Rumex arifolius, Formațiuni ierboase bogate în specii de Nardus, dezvoltate pe substraturi silicioase în zone montane (și în zone submontane, în Europa continentală), Mlaștini oligotrofe degradate, capabile încă de regenerare naturală, Păduri de fag Asperulo-Fagetum, Mlaștini turboase de tranziție și turbării mișcătoare, Păduri acidofile de Picea de la nivel montan la nivel alpin (Vaccinio-Piceetea).
La baza desemnării sitului se află o specie protejată de  mamifere: râs eurasiatic (Lynx lynx).
Pe lângă speciile protejate, pe teritoriul sitului au mai fost identificate 6 specii de plante, 3 specii de păsări, 1 specie de mamifere.